# Rio Bloaja (Cavnic)
O Rio Bloaja é um rio da Romênia afluente do Rio Cavnic, localizado no distrito de Maramureş.